# Jerónimo de Sousa
Jerónimo Carvalho de Sousa (Arranhó, Arruda dos Vinhos, 13 de Abril de 1947) é um operário metalúrgico, político português. Foi deputado à Assembleia da República Portuguesa pelo Partido Comunista Português ininterruptamente entre 2002 e 2022 e Secretário-Geral do PCP entre 2004 e 2022, afastou-se por motivos de saúde.

## Biografia
Nasceu na freguesia de Arranhó, município de Arruda dos Vinhos, filho do relacionamento extraconjugal entre a mãe, Olímpia Jorge Carvalho, e o filho do rendeiro da propriedade onde a mãe trabalhava, Rafael Morais. No entanto, o pai biológico nunca assumiu a paternidade de Jerónimo de Sousa, que foi perfilhado pelo companheiro da mãe, António de Sousa. É casado, tem duas filhas, e é membro do PCP desde 1974. Reside em Pirescoxe, localidade da freguesia de Santa Iria de Azoia, no município de Loures. Foi eleito para o Comité Central do PCP no IX Congresso (1979), é membro da Comissão Política do PCP desde o XIV Congresso (1992), e foi eleito Secretário-Geral do Partido Comunista Português, no XVII Congresso (2004).
Iniciou a sua atividade juvenil antifascista como dirigente da Coletividade 1.º de Agosto de Santa Iria, integrando diversos grupos de cultura e de teatro durante a década de 60 onde iniciou os seus contactos com o PCP. Jerónimo de Sousa frequentou o antigo Curso Industrial, em Vila Franca de Xira, e começou a trabalhar aos 14 anos como afinador de máquinas, na MEC - Fábrica de Aparelhagem Industrial. Foi Delegado Sindical nessa fábrica, chegando à Direção do Sindicato dos Metalúrgicos de Lisboa em 1973.
Entre 1969 e 1971 cumpriu serviço militar no Regimento de Lanceiros N.º 2 e na Guiné-Bissau, durante a Guerra Colonial.
Foi Deputado à Assembleia Constituinte, de 1975 a 1976, e várias vezes eleito para a Assembleia da República, entre 1976 e 1992 e, de novo, em 2002, pelo Círculo de Setúbal.
Em 1996 foi candidato a Presidente da República, tendo desistido a favor do candidato socialista, Jorge Sampaio. Voltou a ser candidato em 2006, tendo sido o único candidato a vencer um distrito a Cavaco Silva, o de Beja, e o segundo candidato a vencer mais concelhos (16), atrás de Cavaco Silva.
A 5 de Novembro de 2022, o PCP anunciou que Jerónimo de Sousa deixaria de ser o Secretário-Geral do Partido, a ser substituído por Paulo Raimundo, com efeitos a partir de 12 de Novembro.

## Resultados eleitorais

### Eleições legislativas
| Data | Partido    | Partido | Círculo eleitoral | Posição    | Cl.     | Votos        | %            | +/-    | Status                  | Notas                   |
| ---- | ---------- | ------- | ----------------- | ---------- | ------- | ------------ | ------------ | ------ | ----------------------- | ----------------------- |
| 1975 |            | PCP     | Lisboa            | 9º (em 55) | 2.º     | 240 095      | 18,9 / 100,0 |        | Eleito                  | Assembleia Constituinte |
| 1976 | 5º (em 58) | PCP     | Lisboa            | 2.º        | 260 554 | 21,8 / 100,0 | 2,9          | Eleito |                         |                         |
| 1979 |            | APU     | Lisboa            | 7º (em 56) | 2.º     | 341 658      | 26,0 / 100,0 | 4,2    | Eleito                  |                         |
| 1980 | 7º (em 56) | APU     | Lisboa            | 3.º        | 304 693 | 23,1 / 100,0 | 2,9          | Eleito |                         |                         |
| 1983 | 6º (em 56) | APU     | Lisboa            | 2.º        | 320 066 | 25,3 / 100,0 | 2,1          | Eleito |                         |                         |
| 1985 | 5º (em 56) | APU     | Lisboa            | 3.º        | 258 808 | 20,1 / 100,0 | 5,2          | Eleito |                         |                         |
| 1987 |            | CDU     | Lisboa            | 5º (em 56) | 3.º     | 203 263      | 16,5 / 100,0 | 3,6    | Eleito                  |                         |
| 1991 | 3º (em 50) | CDU     | Lisboa            | 3.º        | 149 315 | 12,2 / 100,0 | 4,3          | Eleito |                         |                         |
| 2002 | Setúbal    | CDU     | 1º (em 17)        | 3.º        | 80 759  | 20,5 / 100,0 |              | Eleito |                         |                         |
| 2005 | Lisboa     | CDU     | 1º (em 48)        | 3.º        | 115 709 | 9,8 / 100,0  |              | Eleito | Secretário-Geral do PCP |                         |
| 2009 | Lisboa     | CDU     | 1º (em 47)        | 5.º        | 114 119 | 9,9 / 100,0  | 0,1          | Eleito | Secretário-Geral do PCP |                         |
| 2011 | Lisboa     | CDU     | 1º (em 47)        | 4.º        | 111 737 | 9,6 / 100,0  | 0,3          | Eleito | Secretário-Geral do PCP |                         |
| 2015 | Lisboa     | CDU     | 1º (em 47)        | 4.º        | 113 406 | 9,8 / 100,0  | 0,2          | Eleito | Secretário-Geral do PCP |                         |
| 2019 | Lisboa     | CDU     | 1º (em 48)        | 4.º        | 85 789  | 7,8 / 100,0  | 2,0          | Eleito | Secretário-Geral do PCP |                         |

### Eleições Presidenciais
| Data | Partidos apoiantes | 1ª Volta | 1ª Volta | 1ª Volta      | 1ª Volta | 2ª Volta | 2ª Volta | 2ª Volta | 2ª Volta | Status     |
| Data | Partidos apoiantes | Cl.      | Votos    | %             | +/-      | Cl.      | Votos    | %        | +/-      | Status     |
| ---- | ------------------ | -------- | -------- | ------------- | -------- | -------- | -------- | -------- | -------- | ---------- |
| 1996 | PCP, PEV           | Desistiu | Desistiu | Desistiu      | Desistiu | Desistiu | Desistiu | Desistiu | Desistiu |            |
| 2006 | PCP, PEV           | 4.º      | 467 360  | 8,58 / 100,00 |          |          |          |          |          | Não eleito |

## Citações
Nós acompanhamos e empenhamo-nos no vasto movimento antiglobalização capitalista, na luta contra o neoliberalismo e a guerra, respeitando e estimulando a sua diversidade. Mas julgamos que a existência e participação de Partidos Comunistas, de Partidos de classe, nesse vasto movimento não é só um bem para estes partidos mas um bem para a esquerda e para as forças progressistas que o integram, na medida em que consideramos que a questão da luta de classes continua a ser a grande questão da nossa época contemporânea.— Jerónimo de Sousa, XVII Congresso do PCP